# Telimenella bicincta
Telimenella bicincta är en svampart som först beskrevs av E. Bommer & M. Rousseau, och fick sitt nu gällande namn av P.F. Cannon ined. Telimenella bicincta ingår i släktet Telimenella och familjen Phyllachoraceae.   Inga underarter finns listade i Catalogue of Life.